# Nochistlán
Nochistlán är en kommunhuvudort i Mexiko.   Den ligger i kommunen Nochistlán de Mejía och delstaten Zacatecas, i den centrala delen av landet, 400 km nordväst om huvudstaden Mexico City. Nochistlán ligger 1 866 meter över havet och antalet invånare är 15 613.
Terrängen runt Nochistlán är kuperad åt nordost, men åt sydväst är den platt. Runt Nochistlán är det ganska glesbefolkat, med 26 invånare per kvadratkilometer. Nochistlán är det största samhället i trakten. I omgivningarna runt Nochistlán växer huvudsakligen savannskog.